# دوري سلوفينيا لكرة القدم 2002–03
دوري سلوفينيا لكرة القدم 2002–03 (بالإيطالية: Prva slovenska nogometna liga 2002-2003)‏ هو الموسم 12 من  دوري سلوفينيا لكرة القدم. أقيم خلال الفترة 14 يوليو 2002 وحتى 1 يونيو 2003، والذي يشرف على تنظيمه اتحاد سلوفينيا لكرة القدم، وكان عدد الأندية المشاركة فيه  12، وفاز فيه نادي ماريبور.